# Festubert
Festubert – miejscowość i gmina we Francji, w regionie Hauts-de-France, w departamencie Pas-de-Calais.
Według danych na rok 2018 gminę zamieszkiwało 1297 osób, a gęstość zaludnienia wynosiła 170 osób/km² (wśród 1549 gmin regionu Nord-Pas-de-Calais Festubert plasuje się na 545. miejscu pod względem liczby ludności, natomiast pod względem powierzchni na miejscu 474.).